# Indywidualne Mistrzostwa Świata Juniorów na Żużlu 1989
Indywidualne Mistrzostwa Świata Juniorów na Żużlu 1989 – cykl turniejów żużlowych mających wyłonić najlepszych żużlowców do lat 21 na świecie. Tytuł wywalczył Duńczyk Gert Handberg.

## Finał
- 24 września 1989 r. (niedziela),  Lonigo

| Msc. | Zawodnik           | Kraj            | Pkt   |             |  |
| ---- | ------------------ | --------------- | ----- | ----------- |  |
| 1    | Gert Handberg      | Dania           | 13 +3 | (3,3,1,3,3) |  |
| 2    | Chris Louis        | Wielka Brytania | 13 +2 | (2,3,2,3,3) |  |
| 3    | Niklas Karlsson    | Szwecja         | 12    | (3,2,2,3,2) |  |
| 4    | Henrik Gustafsson  | Szwecja         | 11    | (0,3,2,3,3) |  |
| 5    | Mark Loram         | Wielka Brytania | 10    | (0,3,3,2,2) |  |
| 6    | Frede Schött       | Dania           | 9     | (3,1,3,u,2) |  |
| 7    | Leigh Adams        | Australia       | 9     | (2,2,3,2,w) |  |
| 8    | Claus Jacobsen     | Dania           | 8     | (1,1,3,1,2) |  |
| 9    | Rene Aas           | ZSRR            | 6     | (1,1,1,0,3) |  |
| 10   | Craig Hodgson      | Australia       | 5     | (3,0,–,1,1) |  |
| 11   | Kenneth Lindby     | Szwecja         | 5     | (2,d,0,2,1) |  |
| 12   | Peter Karlsson     | Szwecja         | 4     | (2,1,0,1,0) |  |
| 13   | Piotr Świst        | Polska          | 3     | (1,2,0,0,0) |  |
| 14   | Jarosław Olszewski | Polska          | 2     | (0,0,1,0,1) |  |
| 15   | Sławomir Dudek     | Polska          | 1     | (1,d,–,–,–) |  |
| 16   | Riccardo Salamon   | Włochy          | 0     | (w,–,–,–,–) |  |
|      | rez. Dean Standing | Wielka Brytania | 5     | (2,1,1,1)   |  |
|      | rez. Jan Holub     | Czechosłowacja  | 4     | (2,0,2,0,d) |  |